# Thundering Hoofs
Thundering Hoofs est un film muet américain réalisé par Francis Ford et sorti en 1922

## Fiche technique
- Réalisation : Francis Ford
- Chef opérateur : O.G. Hill
- Durée : 50 minutes
- Date de sortie :
  - États-Unis : 1er octobre 1922

## Distribution
- Peggy O'Day : Betty
- Francis Ford : Daddy Bill
- James T. Kelley : Jimmy O'Brien
- Florence Murth : la sœur de Bill
- Philip Ford : Bill
- Cecil McLean
- Harry Kelly